# Humedal de Kaimaumau
El humedal de Kaimaumau es un humedal situado junto al puerto de Rangaunu, en Northland (Nueva Zelanda). Con unas 1.860 hectáreas, es uno de los mayores humedales que quedan en Northland. Comprende los pantanos de Otiaita y Waihauhau, la reserva científica del pantano de Motutangi y el lago Waikaramu. El humedal está actualmente amenazado por la extracción de turba y por la pérdida de agua debida al cultivo de aguacates. 

## Biodiversidad
Kaimaumau alberga un gran número de plantas, aves y reptiles neozelandeses raros o en peligro de extinción, y es importante desde el punto de vista biológico por su mezcla de dunas y humedales. La presencia de peces de fango y anguilas autóctonas califica al humedal de Kaimaumau como Área Natural Significativa (ANS) según la Ley de Gestión de Recursos. Desde el punto de vista de la biodiversidad, se considera el segundo humedal más importante de Northland, que ha perdido el 94,5% de sus humedales. Tiene orquídeas raras, como la Thelymitra "Ahipara", una de las dos únicas orquídeas solares nativas de Nueva Zelanda. Entre las especies vegetales amenazadas se encuentran Utricularia australis, Utricularia delicatula, los musgos Phylloglossum drummondii y Lycopodiella serpentina, y los helechos Todea barbara y Thelypteris confluens. La acacia dorada de Sydney es una especie invasora en el humedal, que sustituye a las especies arbustivas autóctonas en las zonas más secas.

## Amenazas
Como muchos humedales de Northland, Kaimaumau contiene kauri de pantano: madera de miles de años conservada en la turba anaeróbica, una de las maderas más caras del mundo. La extracción y exportación de kauri de pantano es un comercio amplio y lucrativo: la madera se vende por unos 5.000 dólares neozelandeses y hasta 10.000 dólares neozelandeses por metro cúbico, y en 2014 se exportaron 3.636 metros cúbicos.
La iwi Ngāi Takoto planea extraer compuestos industriales de la turba en 404 hectáreas del humedal de Kaimaumau, una zona que describen como una "granja de zarzas" con "suelo tóxico". Aunque fue aprobada por el Consejo Regional de Northland, la empresa fue criticada por la ministra de Conservación, Eugenie Sage, por no permitir la presentación de propuestas públicas ni notificarlas al Departamento de Conservación (DOC), responsable de la zona de conservación del humedal vecino. Dijo que se trataba de un proyecto "que pertenecía a la década de 1900". La zona que se iba a explotar contiene numerosos yacimientos arqueológicos, y el consentimiento para la explotación minera no debería haberse concedido sin una evaluación y un plan arqueológicos. También se teme que la excavación pueda dañar la reserva científica cercana y su acuífero subyacente. El DOC presentó una solicitud ante el Tribunal Superior en octubre de 2018 para impedir que la explotación minera siguiera adelante.
Diecisiete productores de aguacates tienen previsto plantar 670 hectáreas de aguacates cerca de Kaimaumau, y se les concedió el derecho a extraer más de 2 millones de metros cúbicos de agua al año del acuífero de Aupouri que abastece el humedal. Los productores afirmaron que los huertos de aguacates proporcionarían 70 puestos de trabajo estacionales y millones de dólares de gasto en la zona. El DOC ha recurrido la autorización, alegando la preocupación por la posible desecación del humedal y la falta de seguimiento de referencia para medir el efecto del aumento de la extracción de agua. Cualquier desecación permitiría el establecimiento de la zarza invasora, una planta plaga en la reserva. Cinco productores de aguacates empezaron a plantar árboles antes de que se concediera la autorización de recursos, pero aunque estaban tomando 10 veces la asignación de agua permitida, ninguno fue procesado; todos recibieron autorizaciones provisionales o avisos de reducción.